# Ovens River
Ovens River är ett vattendrag i Australien. Det ligger i delstaten Victoria, omkring 220 kilometer nordost om delstatshuvudstaden Melbourne.
Trakten runt Ovens River består till största delen av jordbruksmark. Runt Ovens River är det mycket glesbefolkat, med 6 invånare per kvadratkilometer. Genomsnittlig årsnederbörd är 1 060 millimeter. Den regnigaste månaden är juli, med i genomsnitt 135 mm nederbörd, och den torraste är november, med 44 mm nederbörd.